# جاده ۶۷ (ایران)
جاده ۶۷ یک راه در جنوب ایران است که یاسوج را به شیراز و جهرم و سپس لار و از آنجا به بندر لنگه در استان هرمزگان متصل می‌کند. بزرگراه‌های یاسوج-شیراز، شیراز-جهرم، جهرم-لار و لار-بستک جزئی از این مسیرند.

## در شیراز

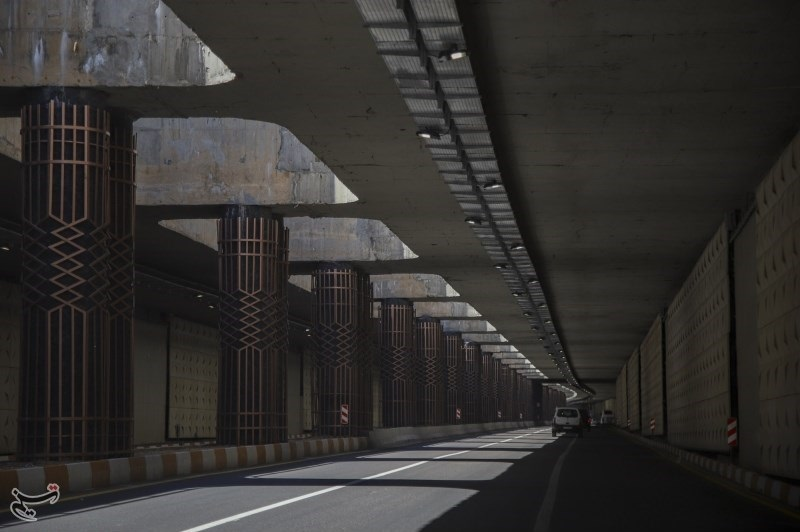
زیرگذر گویم

بخش‌هایی از این جاده در شیراز شامل بزرگراه آیت‌الله علوی و زیرگذرهای گلستان و گویم است. زیرگذر گویم در ورودی شمال غربی شیراز با طول ۲۱۵۰ متر بزرگ‌ترین زیرگذر نیمه مسقف کشور به‌شمار می‌رود که در ۲۹ اسفند ۱۴۰۳ افتتاح شد. زیرگذر گلستان نیز با طول ۲٫۵ کیلومتر در ۳ آذر ۱۳۹۶ بازگشایی شد.